# Adhemar Pimenta
Adhemar Pimenta (né à Rio de Janeiro le 12 avril 1896 et mort dans la même ville le 20 août 1970) était un entraîneur de football brésilien.

## Biographie
Pimenta commence sa carrière d'entraîneur dans le club brésilien du Bangu Atlético Clube pendant une saison entre 1935 et 1936.
Il devient ensuite le sélectionneur de l'équipe du Brésil de football, une première fois entre 1936 et 1938. Il entraîne donc la Seleçao pendant le mondial 1938 où les « auriverde » finissent 3e de la compétition. Il reprend ensuite les rênes du pays une 2e fois en 1942.